# Ornithidium
Ornithidium är ett släkte av orkidéer. Ornithidium ingår i familjen orkidéer.

## Dottertaxa tillOrnithidium, i alfabetisk ordning[1]
- Ornithidium adendrobium
- Ornithidium affine
- Ornithidium aggregatum
- Ornithidium aureum
- Ornithidium breve
- Ornithidium cachacoense
- Ornithidium canarense
- Ornithidium chrysocycnoides
- Ornithidium coccineum
- Ornithidium condorense
- Ornithidium conduplicatum
- Ornithidium croceorubens
- Ornithidium distichum
- Ornithidium donaldeedodii
- Ornithidium elianae
- Ornithidium fimbriatilobum
- Ornithidium fulgens
- Ornithidium gualaquizense
- Ornithidium haemathodes
- Ornithidium heterobulbon
- Ornithidium histrionicum
- Ornithidium jamesonii
- Ornithidium lasallei
- Ornithidium machinazense
- Ornithidium maldonadoense
- Ornithidium mapiriense
- Ornithidium miniatum
- Ornithidium minutiflorum
- Ornithidium multicaule
- Ornithidium nicaraguense
- Ornithidium niveum
- Ornithidium nubigenum
- Ornithidium oxapampense
- Ornithidium pastoense
- Ornithidium patellum
- Ornithidium patulum
- Ornithidium pendens
- Ornithidium pendulum
- Ornithidium pittieri
- Ornithidium pseudonubigenum
- Ornithidium purpureolabium
- Ornithidium pustulosum
- Ornithidium quitense
- Ornithidium rauhii
- Ornithidium repens
- Ornithidium ruberrimum
- Ornithidium sanaense
- Ornithidium scandens
- Ornithidium scullianum
- Ornithidium semiscabrum
- Ornithidium serrulatum
- Ornithidium sillarense
- Ornithidium simplex
- Ornithidium sophronitis
- Ornithidium squarrosum
- Ornithidium tonsoniae
- Ornithidium vagans